# Świątynia Shanhua
Świątynia Shanhua (chiń.: 善化寺; pinyin: Shànhùa Sì) – świątynia buddyjska w Datong, w prowincji Shanxi, w Chinach. Została wzniesiona na początku VIII wieku, w okresie dynastii Tang, jednak najstarszy budynek jaki zachował się do dziś pochodzi z XI wieku. Świątynię wielokrotnie odnawiano i modernizowano; do dzisiaj przetrwało pięć głównych pawilonów, z czego dwa zostały niedawno przebudowane. Największym i najstarszym budynkiem jest pochodzący z XI wieku pawilon Daxiongbao. Budynkami o dużym znaczeniu historycznym są także pochodzące z XII wieku, z okresu Jin, brama główna i pawilon Sansheng.

## Historia
Świątynię Shanhua wzniesiono w epoce Kaiyuan (713–741), za rządów cesarza Xuanzonga z dynastii Tang. Była ona wówczas znana pod nazwą Kaiyuan. Po upadku dynastii Tang, w okresie Pięciu Dynastii i Dziesięciu Królestw (907–960), nazwę świątyni zmieniono na Da Pu’ensi. Z tego burzliwego okresu ocalały tylko trzy lub cztery budynki z dziesięciu. Po przejęciu władzy przez dynastię Liao w 960 roku świątyni nadano jej obecny układ.
Budynek ponownie uległ poważnym zniszczeniom w 1120 roku, w krótkim czasie po objęciu władzy przez dynastię Jin. W 1128 roku rozpoczęto prace renowacyjne, trwające przez kolejne piętnaście lat. W 1421 roku kolejnych napraw podjął się mnich Dayong, który w 1445 roku otrzymał zbiór sutr od cesarza. Wówczas po raz pierwszy nazwano świątynię Shanhua. Pod koniec XVI wieku. na platformie (yuetai, 月台), na której stoi pawilon Daxiongbao, dobudowano wieżę bębna i wieżę dzwonu. W ciągu następnych dwustu lat przeprowadzono kilka reparacji, jednak w XVIII wieku świątynia po raz kolejny uległa zniszczeniom, a zorganizowanie stajni dla wielbłądów w jednym z budynków przyczyniło się do zawalenia muru świątyni. W czasie II wojny światowej zniszczono pawilon Puxian, który zrekonstruowano w 1953 roku.

## Architektura
Świątynia Shanhua składa się z trzech głównych budynków (pawilon Daxiongbao, pawilon Sansheng oraz brama główna), leżących na osi północ-południe i dwóch mniejszych pawilonów, położonych po wschodniej i zachodniej stronie pawilonu Sansheng. Ponadto, po obu stronach pawilonu Daxiongbao, znajdują się dwa nieduże, osobne pomieszczenia. Główne budynki wzniesiono w okresie dynastii Liao (907-1125), jednak tylko pawilon jest uważany za budynek epoki Liao. Brama główna i pawilon Sansheng zostały znacząco przebudowane i odrestaurowane za panowania dynastii Jin, dlatego badacze zaliczają je do budynków epoki Jin.

### Pawilon Daxiongbao

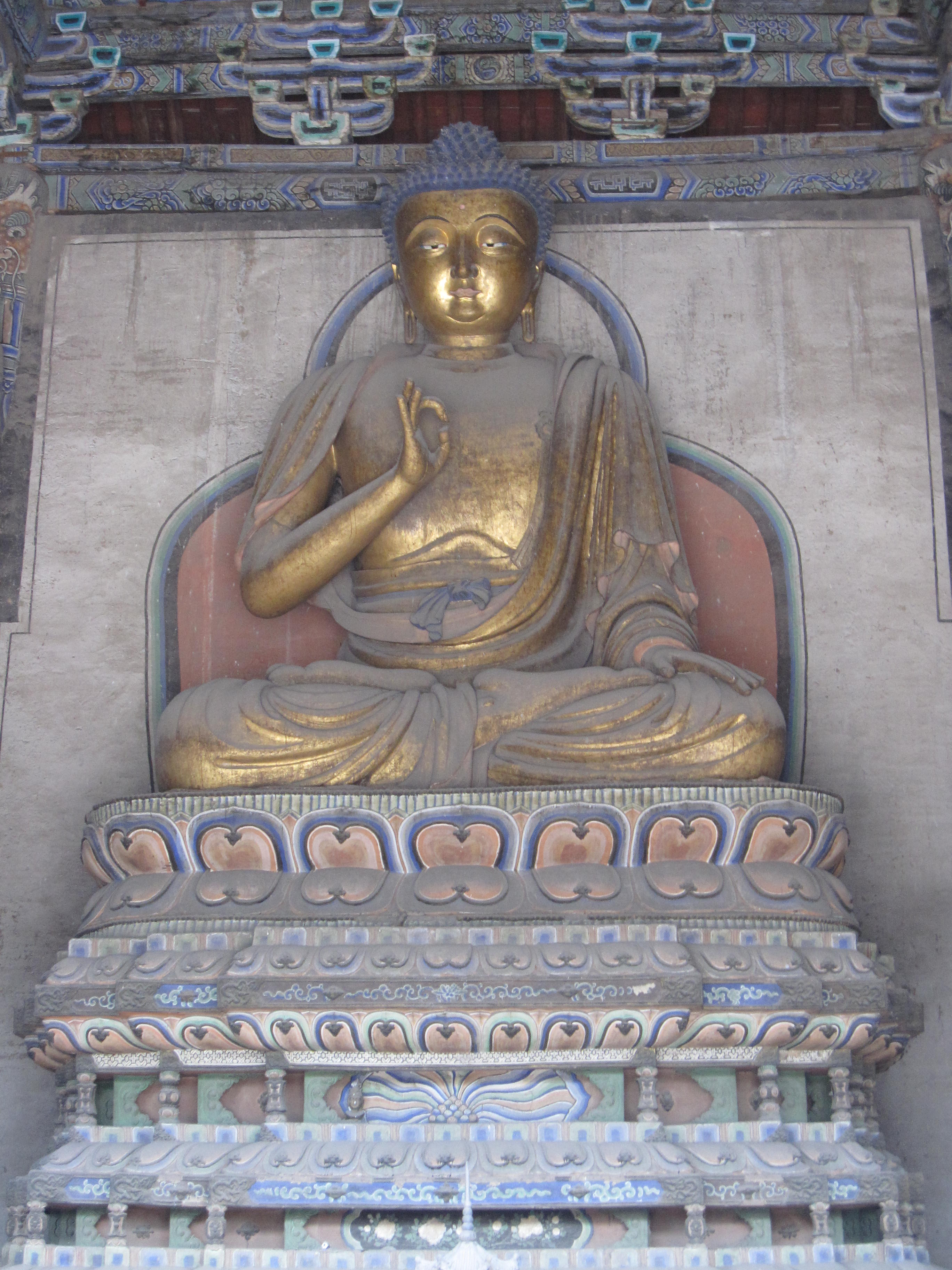
Centralny posąg Siakjamuniego w pawilonie Daxiongbao

Wybudowany w XI wieku pawilon Daxiongbao (chiń.: 大雄宝殿; pinyin: Dàxíongbǎo Diàn) jest największym i najdalej wysuniętym na północ budynkiem w świątyni. Pawilon ma wymiary 40,5×25 m i posiada trzy drzwi w ścianie frontowej. Budynek wzniesiono na trzymetrowej platformie, na której mieściły się niegdyś nieistniejące już wieże bębna i dzwonu. Zgodnie z ośmiostopniowym systemem klasyfikacji drewnianych podpór, opracowanym przez architekta Li Jie w jego traktacie Yingzao Fashi, pawilon podtrzymują wsporniki piątego stopnia (鋪作). Wewnątrz znajdują się cztery duże posągi Buddy, które reprezentują cztery główne strony świata oraz umieszczony w centrum posąg, przedstawiający Siakjamuniego. Posągi są do siebie podobne i obrazują one Buddę ukazującego różne mudry (symboliczne gesty dłoni). Nad posągiem Siakjamuniego znajduje się ośmiokątny, ozdobiony i pomalowany plafon z drewna (chiń.: 藻井; pinyin: zǎojǐng).
W budynku mieszczą się także rzeźby przedstawiające uczniów i opiekunów oraz 24 posągi dew, które stoją pod ścianą wschodnią i zachodnią. W pawilonie znajdują się również malowidła ścienne o łącznej powierzchni 190 m². Powstały one w latach 1708–1716, lecz w późniejszym okresie uległy zniszczeniu.

### Pawilon Sansheng
Centralnym budynkiem świątyni jest pawilon Sansheng (chiń.: 三圣殿; pinyin: Sānshèng Diàn), który przebudowano za rządów dynastii Jin. Wewnątrz znajdują się posągi trzech bohaterów sutry Avatamsaki – w środku Wajroczana a obok dwa towarzyszące posągi Mandziuśriego i Samantabhadry. Pawilon posiada niewielką liczbę filarów. Konstrukcja podtrzymywana jest głównie przez zestaw krokwi i wsporników szóstego stopnia (według klasyfikacji Yingzao Fashi).

### Pawilon Puxian

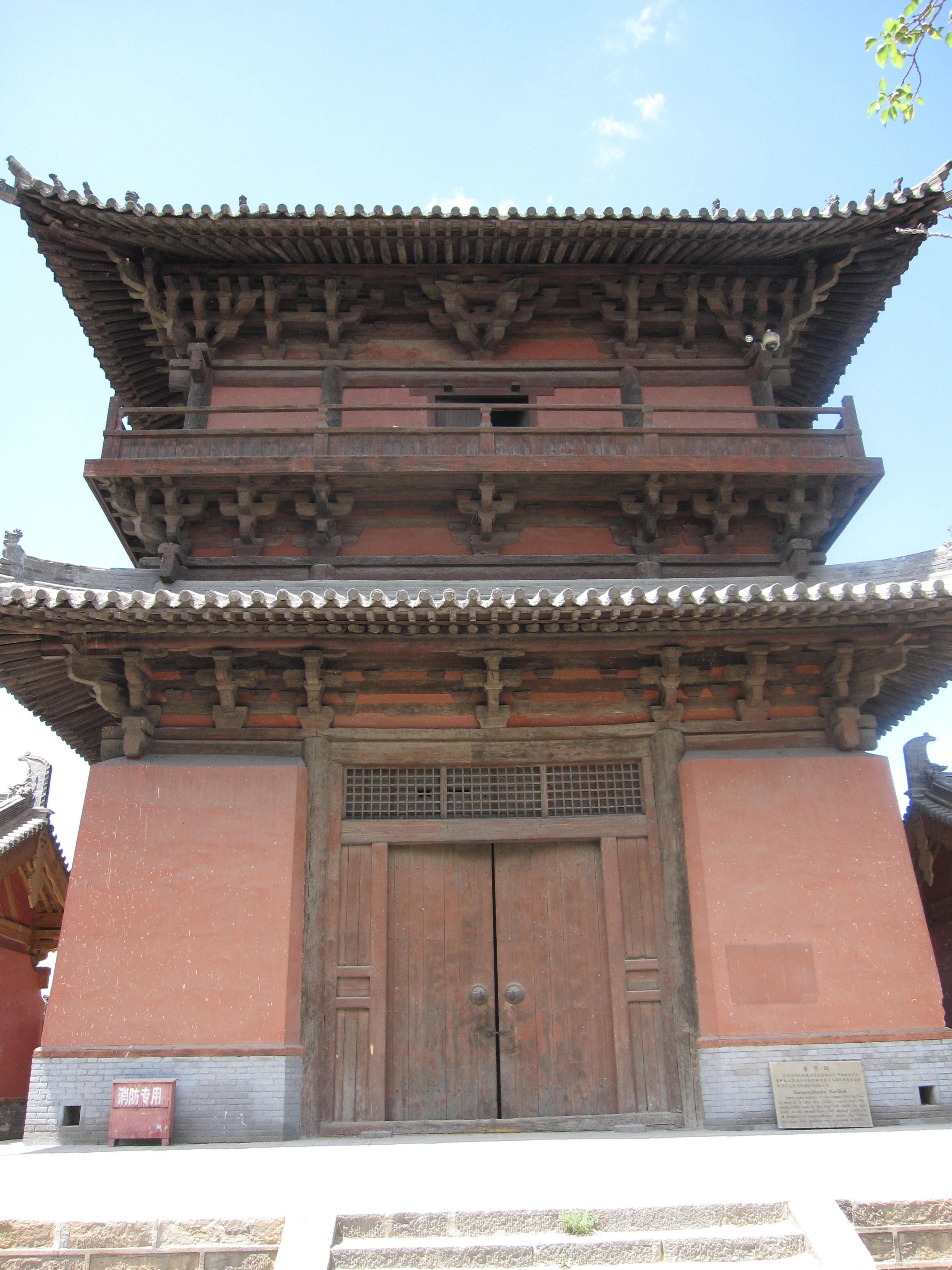
Pawilon Puxian

Pawilon Puxian (chiń.: 普贤阁; pinyin: Pǔxián Gé) wzniesiono pierwotnie za panowania dynastii Liao. Budynek został zbadany w latach 30. XX wieku przez architekta Liang Sichenga, który odnotował, że dwupiętrowy pawilon był wówczas mocno zniszczony. Na parterze miała się znajdować wnęka z dwoma obrazami, a na górnym piętrze posąg boddhisatwy Samantabhadry.
Pawilon zrekonstruowano w 1953 roku, po tym jak został zniszczony w czasie wojny. Budynek wzniesiono na planie prostokąta, w dużym stopniu zbliżonym do kwadratu. Pawilon stoi na niewielkiej, kamiennej platformie zwanej yuetai (月台), na którą prowadzą nieduże schodki. Mimo iż z zewnątrz pawilon wydaje się mieć tylko dwa piętra to w rzeczywistości jest to budowla trzypiętrowa. Ściany zewnętrzne na górnych kondygnacjach otoczone są drewnianymi kolumnami.

### Pawilon Wenshu
Pawilon Wenshu (chiń.: 文殊阁; pinyin: Wénshū Gé) uległ  zniszczeniu w rezultacie pożaru na początku XX wieku, po tym jak przekształcono go w garbarnię. Został odbudowany w 2008 roku przez lokalne władze.

### Brama główna
Funkcję bramy głównej (chiń. upr. 山门; pinyin Shān Mén) pełni duży budynek pochodzący z XII wieku, z okresu dynastii Jin. Wewnątrz mieszczą się posągi czterech Niebiańskich Królów, dwa po stronie wschodniej i dwa po stronie zachodniej. Brama zajmuje powierzchnię 278 m². Budynek podtrzymują wsporniki piątego stopnia (według klasyfikacji w Yingzao Fashi).